# Julien Flanquart
Pas d'image ? Cliquez ici

a Compétitions nationales et continentales officielles uniquement.

Julien Flanquart, né le 18 août 1983, est un joueur français de rugby à XV évoluant au poste de deuxième ligne.

## Carrière de joueur

### En club
- 1990-2004  : Lille Métropole rugby
- 2004-2006 : Rugby club d'Arras
- 2006-2007 : Racing Métro 92
- 2007-2009 : US bressane
- 2009-2014 : Stade dijonnais
- 2014-2017 : CS Beaune
- 2017-2019: Grand Dole Rugby

## Palmarès
- International universitaire : 3 sélections en 2006 (Angleterre 2 fois, Espagne)